# Politischer Klub
Als politische Clubs bezeichnet man einige Gruppierungen während der französischen Revolution, die vor allem in Paris ansässig waren. Durch die Sitzordnung wurden diese einerseits grob in den sogenannten ‚Berg‘ (Montagne) und den sogenannten ‚Sumpf‘ (Marais) eingeteilt. Der Berg vertrat die heute als links angesehene Position, die Einführung einer Republik ohne König. Im Laufe der Revolution bestimmte ihre Richtung die politische Entwicklung.
Der Sumpf war damit tendenziell rechts und vertrat das Modell der konstitutionellen Monarchie. Sie wollten die Rechte des Königs begrenzen, ihn aber nicht gänzlich abschaffen.
Grob von links nach rechts, gab es folgende Vereinigungen, die damals noch nicht als Parteien, sondern eher als Faktionen oder als Klub bezeichnet wurden. Viele Klubs erhielten dabei ihren Namen vom Sitz des Klubs.

## Einzelne Klubs
Soweit einordenbar von links nach rechts
- Enragé, radikale Splittergruppe der Sansculotten
- Hébertisten, linke Abspaltung der Cordeliers
- Cordeliers, linke (zusätzliche) Abspaltung aus den Jakobinern, ab 1792 Teil der Montagnards
- Klub der Gesetzesfreunde, Gegründet im Januar 1790 ging er drei Monate später in den Cordeliers auf
- Pantheon-Klub, streng republikanische Vereinigung zu Beginn des Direktoriums
- Jakobiner, linke bis identische Abspaltung aus dem bretonischen Klub, ab 1792 Teil der Montagnards
- Club du Manège, Neugründung der Jakobiner 1799
- Bretonischer Klub
- Helvetischer Klub
- Indulgenten, rechte bis identische Abspaltung der Cordeliers
- Club de la Réunion, gegründet von Girondisten und Jakobinern 1792
- Republikanische Gesellschaft
- Girondisten
- Cercle social, freimaurerisch geprägter Klub von 1790
- Thermidorianer, entstand als Klub, nach dem es zuvor nur eine Bewegung war
- Klub von 1789, rechte (zusätzliche) Abspaltung aus den Jakobinern
- Feuillants, rechte Abspaltung aus den Jakobinern und Nachfolger der Monarchiens
- Klub der Zweiundzwanzig
- Salmklub
- Club de Clichy
- Club des Impartiaux
- Monarchiens Nachfolger des Klubs von 1789
- Royalisten
- Ultras

## Bewegungen
- Montagnards (auch Bergpartei genannt)
- Thermidorianer
- Maraisards